# メチルドパ
メチルドパ (Methyldopa, 別名α-メチルドパ、L-α-メチル-3,4-ジヒドロキシフェニルアラニン等)は、アドレナリンα2受容体を介し、交感神経を抑制して末梢血管を拡張することで血圧を降下させる血圧降下剤 である。製品名は「アルドメット」(ミノファーゲン製薬製造販売)。服用すると3%の患者でめまいや眠気が起こることがある。

## 作用機序
レボドパ類似の薬物であるメチルドパは、中枢神経でα-メチルドパミンとα-メチルノルアドレナリンに変化する。これらが、中枢においてαアドレナリン受容体を刺激するために、降圧効果が現れる。降圧効果は他にも、偽神経伝達、血漿レニン活性の低下等にも由来するといわれている。また、芳香族アミノ酸脱炭酸酵素阻害作用により、ドーパミン、ノルアドレナリン、アドレナリン、セロトニン等の組織内濃度を可逆的に低下させることが認められている。

## 種類
- 錠剤125mg, 250mg[1]

## 用法・用量
剤形は錠剤で経口により投与され、芳香族アミノ酸トランスポータによって脳に入る。投与量は成人に対して250mg/日から2000mg/日 の間だが、最初は250mg/日から750mg/日 の間で投与を行うのが基本である。4〜6時間で最大の効果が得られ、その効果は24時間程度続く。もし数日経っても降圧効果が得られなければ現在の投与量から250mg増量し、その後も同様に数日経っても降圧効果が得られなければさらに250mgずつ増量していくのが標準的である。

## 副作用
医薬品再評価制度によるアルドメット錠の再評価結果として総症例1,064症例中副作用を集計した結果、主なものは眩暈35件(3.28%)、起立性低血圧32件(3.01%)、脱力感25件(2.34%)、眠気20件(1.87%)、口渇11件(1.03%)等だった。そのほか、稀であるが重大な副作用として下記のものが挙げられる。直接クームス試験等の陽性があらわれることがある。
- 骨髄抑制、溶血性貧血(0.18%)、白血球減少、無顆粒球症、血小板減少、
- 脳血管不全症状、舞踏病アテトーゼ様不随意運動、両側性ベル麻痺、
- 狭心症発作誘発、心筋炎、鬱血性心不全、
- SLE様症状、脈管炎、中毒性表皮壊死症（Lyell症候群）、肝炎

ウロビリノーゲンは小腸で吸収されて門脈を通じて肝臓に入りその多くが胆管へと捨てられ、肝臓で捨て切れなかった残りの部分が腎臓から尿管へと捨てられて、それぞれ便や尿として排泄されるという動きをする。しかしメチルドパを服用すると肝機能の低下が起こってウロビリノーゲンを上手く処理できず、結果として尿の中に含まれるウロビリノーゲンの量が増加する場合がある。その他の尿の変化としては、尿を放置すると尿が黒く変色する場合もある。
- 高血圧症